# Fernando Corena
Fernando Corena (* 22. Dezember 1916 in Genf; † 26. November 1984 in Lugano) war ein Schweizer Opernsänger (Bass).

## Leben
Er studierte zunächst Theologie, liess sich aber nach dem Rat des Dirigenten Vittorio Gui seine Stimme von E. Romani in Mailand ausbilden. 1947 debütierte er in Triest als Warlaam in Boris Godunow und sang dann bald an zahlreichen internationalen Opernbühnen. 1953 wurde er Mitglied der Metropolitan Opera in New York. An der Wiener Staatsoper sang er von 1963 bis 1982 in 74 Vorstellungen Partien wie Figaro, Leporello, Osmin, Don Pasquale, Dulcamara, Don Bartolo, Mesner, Fra Melitone und Sparafucile. 1965 sang er bei den Salzburger Festspielen den Osmin in Mozarts Die Entführung aus dem Serail. Damit wurde er zu einem der bedeutendsten Bass-Buffo der italienischen Oper.
Überwiegend bei Decca und RCA sind folgende Gesamtaufnahmen erschienen: Don Giovanni, Le Nozze di Figaro, La forza del destino, Don Pasquale, Die Italienerin in Algier, Der Barbier von Sevilla und Gianni Schicchi.